# Gazsó L. Ferenc
Gazsó L. Ferenc, eredeti nevén Gazsó Ferenc (Budapest, 1953. augusztus 7. – ) Táncsics Mihály-díjas magyar  újságíró, író, jogász. Négy évtizede dolgozik a médiában, alkotóként és vezetőként egyaránt. Hivatásának tekinti a pontos és hiteles tájékoztatást, vallja, hogy a szép  magyar beszéd és írás minden újságíró missziója és felelőssége. Pályája során dolgozott heti és napilapoknál, rádióban, televízióban. A Magyar Hírlapnak két időszakában is főszerkesztője volt. Több alkalommal irányított kiadó vállalatokat. 2010 után a közmédiában folytatta pályafutását. A Kossuth Rádió intendánsa, majd az MTVA tartalomért felelős vezérigazgató-helyettese. 2013-2015 között a Magyar Távirati Iroda vezérigazgatója volt, majd azt a Duna Médiaszolgáltatóba olvasztása után, mint az „MTI Igazgatóság” igazgatója vezette tovább 2017-ig, amikor nyugdíjba vonult. Eddig nyolc könyve jelent meg, elsősorban a szociográfia és tényfeltáró riport műfajában. Java részüket szerzőtársával, Zelei Miklóssal írta. Gazsó L. Ferenc jelenleg a Nemzeti Közszolgálati Egyetem Mentori Kollégiumának elnöke, oktat és kutat az egyetem keretén belül. Címzetes egyetemi docens.

## Családja
Nős, három felnőtt fiú édesapja, nagypapa.

## Életpályája
Szülei első generációs értelmiségiek. Édesanyja Lantos Márta könyvtáros. Édesapja Gazsó Ferenc szociológus, a Corvinus Egyetem professzor emeritusa, a rendszerváltás előtti években oktatási miniszterhelyettes, a modern hazai ifjúság- és oktatáskutatás egyik megalapozója.
A középiskola elvégzése után Gazsó L. Ferenc az ELTE Állam- és Jogtudományi Karán 1979-ben cum laude diplomázott. Munka mellett újságírói másoddiplomát szerzett. A rendszerváltás előtti években tényfeltáró riporterként szerzett országos ismertséget. Hat éven át a Magyar Hírlap főmunkatársa volt, publikált a korszak meghatározó hetilapjaiban, dolgozott a Magyar Rádióban, ahol éveken át állandó jegyzetíró volt. Nevéhez fűződik az erdélyi magyarság életét átfogóan bemutató tényfeltáró szociográfia, mely újság mellékletként, majd könyv alakban is megjelent, és 1988-ban elnyerte az Év riportja kitüntető címet. Ezért a művéért kitiltották Romániából, a tiltás a Ceausescu diktatúra megszűnéséig tartott. Krónikása volt a rendszerváltó értelmiség politikai szerveződésének, az MDF párttá alakulásának. A Nyilvánosság Klub egyik alapítója volt. Ebben az időszakban sorra jelentek meg a Kádár korszakot bemutató, leleplező könyvei, melyeknek java részét szerzőtársával és barátjával, Zelei Miklóssal írta.
Időközben három fia született, Gábor, Dániel és Sándor.
Számos társadalmi feladatvállalása közül kiemelkedik a Magyar Országos Asztalitenisz Szövetség és a Magyar Elektronikus Újságírók Szövetsége elnöki tisztsége.
A rendszerváltást követően a Mai Nap Kiadó vezérigazgatója és a napilap főszerkesztője lett. Ez a kiadó jelentette meg többek között a Szabad Földet és a Reformot is. A Mai Nap privatizációját követően a svájci tulajdonos felkérésére a Magyar Hírlap főszerkesztője, majd évekig vezette az Üzleti7 című lapot és kiadót.
Az ezredforduló után a Magyar Televízió Archívumát irányította, innen hívták vissza az immár magyar tulajdonban lévő Magyar Hírlap főszerkesztőjének. Rövid média vállalkozói tevékenysége közben sem szünetelt alkotói munkássága, többek között a Hír TV Péntek8 című műsorát vezette. A 2010. évi fordulatot követően a közmédia szolgálatába szegődött. Előbb a Kossuth Rádió intendánsa, majd az új gyártóbázis, az MTVA tartalomért felelős vezérigazgató-helyettese volt. Innen került vissza a nemzeti hírügynökséghez, ahol annak idején gyakornokként a hivatását kezdte – az MTI vezérigazgatója lett. A cég fúzióját követően továbbra is igazgatóként irányította a hírügynökséget.
Oktatói tevékenységét az MTVA Média Akadémián kezdte, ahol a jövő szerkesztőit képezte, kurátori feladatai mellett. A Nemzeti Közszolgálati Egyetemen 2014 óta tanít, kutat, a Mentori Kollégium elnöke. Címzetes egyetemi docens.
Nyugállományba vonulását követően szakmai és közéleti aktivitása nem csökkent. Egyetemi kötelezettségei mellett kommunikációs szaktanácsadóként dolgozik. A Magyar Alkotóművészek Országos Egyesületének tagja.

## Művei
- Szépséghibák 1986; magánkiadás – Zelei Miklóssal közösen (irodalmi riport)
- Tűz is volt, babám 1987; Országgyűlési Tudósítások Kiadó – Zelei Miklóssal közösen (szociográfia)
- A tolvajkulcs 1987; Data Manager Kiadó – Zelei Miklóssal közösen (irodalmi riport kötet)
- Magyarnak lenni – Erdély 1987. Pallas Lap- és Könyvkiadó (irodalmi riport)
- Az őrjítő mandragóra 1989. Pallas Lap- és Könyvkiadó – Zelei Miklóssal közösen. Bővített, javított kiadás: 2012, LHarmattan Kiadó (irodalmi riport)
- Dübörög a senki földje (Válogatott irodalmi riportok) – Zelei Miklóssal közösen. 1989; Innomark Kiadó
- Az elrabolt emberöltő 1990; Képes7 Kiadó – Zelei Miklóssal közösen. Bővített, javított kiadás: 2013; LHarmattan Kiadó (irodalmi riport)
- Nászút az ördöggel, 1999, Komp-Press Kiadó, Kolozsvár (irodalmi riport)

## Díjai
- Táncsics Mihály-díj (2019)
- A Magyar Érdemrend lovagkeresztje (2020)[4]